# Athivilai
Athivilai es una  ciudad censal situada en el distrito de Kanyakumari en el estado de Tamil Nadu (India). Su población es de 7401 habitantes (2011). Se encuentra a 56 km de Thiruvananthapuram y a 75 km de Tirunelveli. 

## Demografía
Según el censo de 2011 la población de Athivilai era de 7401 habitantes, de los cuales 3578 eran hombres y 3826 eran mujeres. Athivilai tiene una tasa media de alfabetización del 93,95%, superior a la media estatal del 80,09%: la alfabetización masculina es del 95,78%, y la alfabetización femenina del 92,25%.